# Pojken med guldbyxorna (TV-serie)
Pojken med guldbyxorna är en svensk TV-serie från 1975, skriven och regisserad av Leif Krantz. Serien bygger på Max Lundgrens roman med samma namn från 1967 och i rollerna ses bland andra Harald Hamrell, Anders Nyström och Gerd Hagman.
TV-serien är en av titlarna i boken Tusen svenska klassiker (2009).

## Handling
En dag hittar pojken Mats ett par byxor på vinden. Mats behöver bara stoppa ned handen i byxfickan så kan han fiska upp sedel efter sedel så länge han vill. Efterhand startar Mats firman Nilsson International tillsammans med sin far Torkel. Största problemet är att oförmärkt kunna växla in alla mindre sedlar i större valörer. Efter hand uppdagas att deras rikedom har ett samband med att pengar försvinner ur bankvalv och värdetransporter.
Mats och Torkel grundar "Fonden för föräldralösa barn" och flyger till ett U-land i Afrika för att skänka stora penningsummor. Men mottagarna reagerar inte som de två har tänkt sig.
Mats och hans far jagas av finansmän som vill stoppa det okontrollerade penningutflödet. Efter att fadern av misstag avslöjat hemligheten med byxorna för en tysk journalist fångas Mats till slut av tre lejda bovar som tar hans guldbyxor och bränner upp dem. Historien slutar med att den förtvivlade Mats ropar att de kan räkna med att det kommer fler killar med guldbyxor.

## Rollista
- Harald Hamrell – Mats Nilsson, snart 13 år
- Anders Nyström – Torkel "Tocken" Nilsson, Mats pappa, tidningsredaktör
- Gerd Hagman – tanten i tobaksaffären
- Erik Strandell – cykelhandlaren
- Ingela Thorsson – Monica, flickan
- Sissi Kaiser – Tockens kollega på tidningen
- Nils Eklund – auktionsförrättaren i Mats dröm
- Bengt Brunskog – segelbåtsägaren som säljer sin båt
- Leif Krantz – hotellportiern/förtvivlad bankman
- Anders Clason – en man på uteserveringen
- Claire Wikholm – en arg mamma i fönstret
- Helena Reuterblad	– bankkassörska
- Gunnar Ernblad – bankkassör
- Jonny Mair – styrmannen
- Stig Engström – popkille, medlem i bandet The Five Bad Boys
- Rolf Björkholm – popkille, medlem i bandet The Five Bad Boys
- Åke Lindström – rikskriminalinspektör Holm
- Göthe Grefbo – bankman
- Leif Liljeroth – vice riksbankschefen
- Göran Graffman – den utländske ministern
- Gustaf Elander – den svenske ministern
- Axel Düberg – flygplanspiloten
- Kicki Engerstedt – TT-hallåan
- Jan Nygren – Peter Nelson, journalist för Bild-Zeitung
- Ingemar Borgman-Woody	– Ad Kessam, pojken i arablandet
- Hamda Tijani – byhövdingen
- Bjørn Puggaard-Müller	– den danske läkaren